# Biserica „Cuvioasa Parascheva” din Botoșani
Biserica „Cuvioasa Parascheva” din Botoșani este o biserică ortodoxă aflată în localitatea omonimă din județul Botoșani, pe Pietonalul Unirii nr. 4, în apropierea parcului „Mihai Eminescu”, cunoscut ca Grădina publică „Vârnav”. Aceasta se află pe lista monumentelor istorice sub codul LMI:  BT-II-m-B-01934.
Biserica a fost ridicată în anul 1815, în stil neobizantin, cu un pridvor închis (deasupra căruia se înalță turnul-clopotniță), naos, altar și un veșmântar aflat în partea sud-estică a acestuia.